# Età d'oro dell'animazione statunitense
L'età d'oro dell'animazione statunitense è stato il periodo più importante nella storia dell'animazione statunitense. Cominciò nel 1928 con l'avvento dei cartoni animati con sonoro sincronizzato, in coincidenza con l'età d'oro di Hollywood, e si concluse gradualmente negli anni '60, quando i cortometraggi animati teatrali, che servivano ad accompagnare i lungometraggi nello cinema, cominciarono a perdere terreno rispetto alla concorrenza dei nuovi programmazione animata per la televisione.
Molti personaggi popolari emersero da questo periodo, tra cui: Topolino, Paperino, Pippo, Cip e Ciop, Bugs Bunny, Daffy Duck, Porky Pig, Willy il Coyote, Betty Boop, Tom & Jerry, Picchiarello, Mighty Mouse, Fauntleroy Fox e Crawford Crow, Mr. Magoo, Pantera Rosa, Top Cat, Orso Yoghi, nonché i primi adattamenti animati di Braccio di Ferro, Casper, Little Lulu e Superman. Ha anche iniziato a realizzare film d'animazione sofisticati negli anni '30 e '40, con Biancaneve e i sette nani, I viaggi di Gulliver, Pinocchio, Fantasia, Dumbo, Hoppity va in città e Bambi, agli ultimi film d'animazione originali di Walt Disney come Il libro della giungla e Gli Aristogatti. Inoltre, hanno avuto grande rilevanza i film live action con animazione, come Saludos Amigos, Due marinai e una ragazza, I racconti dello zio Tom, Nebbia sulla Manica, Mary Poppins o Pomi d'ottone e manici di scopa. L'animazione iniziò anche in televisione negli anni '50 e all'inizio degli anni '60, abbracciando l'età d'oro della televisione che includeva serie animate rivoluzionarie da Hanna-Barbera, come Braccobaldo Show, Ernesto Sparalesto, Gli antenati, Wally Gator e I pronipoti, oltre di Wacky Races e ai cortometraggi animati di Lupo de' Lupis. Compresi Crusader Rabbit e le prime versioni di Rocky e Bullwinkle. Inoltre, sono state sviluppate anche animazioni passo uno ed effetti speciali, con film come King Kong, Il risveglio del dinosauro, Il pianeta proibito, Il 7º viaggio di Sinbad, Gli Argonauti o 2001: Odissea nello spazio.